# Густав Вилхелм фон Ведел
Густав Вилхелм фон Ведел (на немски: Gustav Wilhelm Freiherr von Wedel; * 24 юни 1641 в Кьонигсберг; † 21 декември 1717 в Олденбург) е фрайхер и датски граф от род фон Ведел, генерал на служба на епископа на Мюнстер и датски фелдмаршал, командващ генерал на Норвегия. Той основава „норвежската-източно-фризийска линия Ведел-Ярлсберг“.
Той е син на шведския генерал-майор и посланик Юрген Ернст фон Ведел (1597 – 1661) и съпругата му Анна фон Алефелдт-Холщайн († 1660), дъщеря на датския съветник Георг фон Алефелдт (1584 – 1641) и Маргарета Бломе († сл. 1665). Брат е на генерал Фридрих Вилхелм фон Ведел (* 4 декември 1640; † 7 февруари 1706), който основава „датската линия Ведел-Веделсборг“.
Густав Вилхелм фон Ведел е през 1664 г. доброволец в групата, която по нараждане на курфюрст Фридрих Вилхелм фон Бранденбург заедно с войската на императора се бие против турците в Унгария. В похода той се среща с епископа на Мюнстер, Кристоф Бернхард фон Гален, който го печели за своята войска. В двора на епископа той се запознава с по-късната си съпруга, богатата наследничка Мария фон Ерентройтер.
През Холандската война той е на страната на Франция през 1672 г. полковник на войската на Кьолн-Мюнстер. През 1674 г. той е повишен на генерал-майор.
Епископът умира на 19 септември 1678 г. и Ведел става фелдмаршал-лейтенант на датска служба. На 8 януари 1684 г. той е издигнат на датски граф и 1687 г. на датски фелдмаршал. На 2 юли 1692 г. той става губернатор на графствата Олденбург и Делменхорст. Освен това от 1699 г. той е генерал и шеф на норвежката армия.
През 1704 г. той напуска по здравословни причини Норвегия и управлява оттогава в Олденбург.
Той умира през 1717 г. в дворец Олденбург и оставя голямо богатство.

## Фамилия
Ведел се жени на 12/21 юни 1665 г. за Мария фон Ерентройтер (* 31 юли 1633; † 26 октомври 1702). дъщеря на команданта в Леерорт Еберхард фон Ерентройтер (* 13 септември 1596; † 31 декември 1664) и Ева фон Унгнад († сл. 1665 ), наследничка на имения в Източна Фризия. Те имат децата:
- Георг Ернст граф фон Ведел-Ярлсберг (* 23 май 1666; † 30 януари 1717), датски дипломат, женен на 2 април 1699 г. в Копенхаген за Вилхелмина Юлиана фон Алденбург (* 4 май 1665; † 18 ноември 1746)
- Шарлота Елизабет (* 5 юни 1667; † 22 август 1758)
- Ерхард Фредерик (* 26 ноември 1668; † 24 юли 1740), датски генерал-фелдмаршал, женен за Мария Юлиана фон Фрайтаг цу Гьоденс (* 6 февруари 1684; † 2 октомври 1727)
- Антон Вилхелм (* 6 май 1670; † 4 ноември 1716)
- Кристоф Бернхард (* 9 април 1672; † 10 юни 1678/1676?)
- Мария Юлиана (* 9 декември 1675; † 1747)